# Enpinanga virens
Enpinanga virens är en fjärilsart som beskrevs av Semper. Enpinanga virens ingår i släktet Enpinanga och familjen svärmare. Inga underarter finns listade i Catalogue of Life.